# Pseudologia Fantastica
«Pseudología Fantástica» es una canción de género rock alternativo de la banda Foster the People. Es la quinta canción de su segundo álbum de estudio de 2014 Supermodel y fue lanzado como segundo sencillo del disco en los Estados Unidos y Australia el 25 de febrero de 2014.
El líder de la banda Mark Foster, admitió en una entrevista que compuso la canción cuando estaba bajo el efecto de las drogas.

## Créditos y personal
- Cubbie Fink - bajo, coros.
- Mark Foster - voz principal, guitarra, teclados.
- Mark Pontius - batería, percusión, coros.

## Posicionamiento en listas
| Listas (2014)                         | Mejor posición |
| ------------------------------------- | -------------- |
| Francia (SNEP)                        | 118            |
| Estados Unidos Rock Songs (Billboard) | 31             |